# Walter Größbauer
Walter Größbauer (* 21. April 1957 in Graz) ist ein österreichischer Regisseur, Kameramann und Filmemacher.

## Leben
Walter Größbauer wurde 1957 in der steirischen Landeshauptstadt Graz geboren. Ab seinem 15. Lebensjahr absolviert er eine Ausbildung zum Handelskaufmann in Wien, später zum Werbefotographen in Stuttgart. Während Größbauer bis 2000 hauptsächlich als Werbe-, Presse- und Kunstfotograf tätig war, beschäftigte er sich nach 2000 zunehmend mit Filmproduktion, was 2004 zu seinem Dokumentarfilmdebüt mit Das Leben ist reine Glückssache führt. Der Film, der die Kultur und das gesellschaftliche Leben in Ghana dokumentiert, wurde auf Festivals in Österreich und Deutschland gezeigt. 2008 erschien Kairo All Inclusive, Größbauers erster Langfilm, der auch in Kinos in Österreich und Deutschland vorgeführt wurde. Es folgten Next Exit Nirvana (2010) und Indian Dreams (2012), die auf nationalen und internationalen Festivals gespielt und mehrfach ausgezeichnet wurden. Die beiden genannten Filme bilden zusammen mit Road to Heaven (2012) die Trilogie Ach, Indien. Das „ungewöhnliche“ Stadtportrait Sommer in Wien (2015), ist Größbauers erster Dokumentarfilm, der in Österreich gedreht wurde. Auch dieser wurde in Kinos in Österreich und Deutschland sowie auf nationalen und internationalen Festivals gezeigt und mit Auszeichnungen honoriert. Die Filmmusik stammt aus der Feder des österreichischen Künstlers Der Machatschek. 2018 drehte er ebenfalls in Österreich eine Dokumentation über den Musiker Karl Ritter, Guitar Driver, welcher ebenfalls in Österreich und Deutschland in den Kinos gezeigt wurde.

## Auszeichnungen
- Award of Merit The Indie Fest, La Jolla – USA, 2018
- Award of Merit: The Indie Fest, La Jolla – USA, 2015
- Award of Excellence: The Indie Fest, La Jolla – USA, 2013
- Best Cinematography: Arizona Int. Film Festival, Tucson – USA, 2013
- Siegertrophäe: Toura d`or Berlin – Deutschland, 2013

## Filmografie
- 2019: Winter in Havanna
- 2018: Guitar Driver
- 2015: Sommer in Wien
- 2014: Road to Heaven
- 2013: Bienvenido a Costa Rica
- 2012: Indian Dreams
- Tierschutz in Indien (Reportage/TV, 2011)
- Next Exit Nirvana (Doku/Kino, 2010)
- Mali und die Kunst des Teilens (Doku/Kino, 2009)
- Waschsalon (Kunstvideo, 2009)
- Al-Chatt / Die Schrift (Reportage/TV, 2008)
- Kairo All Inclusive (Doku/Kino, 2008)
- Hochzeit auf Neapolitanisch (Doku/TV, 2006)
- Das Leben ist reine Glücksache (Doku/Festival, 2004)
- Die Schneemadonna (Video, 2007)